# Treschow
Treschow er en nulevende dansk-norsk lavadelig brevadelsslægt.

## Våben
Tre sorte allikehoveder med guld-næb og guld-halsbånd i sølv-felt, på hjelmen et lignende hoved, prydet med tre påfuglefjer. 

## Historie
Slægten Treschow føres tilbage til Niels Hansen (død 1593), som var en af Næstved bys rigeste handelsmænd. Hans søn, Niels Træskomager — hvoraf navnet — i Næstved (død 1633), hvis søn, købmand i samme by Rasmus Nielsen Træskomager (nævnt 1605 og 1629) var fader til rådmand i Stege Giort (Gert) Treschow (1623-1666), af hvis sønner skal nævnes sognepræst i Keldbymagle Rasmus Treschow (1654-1708), admiralitetsråd i Christiania Gerhard Treschow (ca. 1659-1719) — hvis datter Catharina Treschow (1690-1727) ægtede biskop i Viborg Johannes Trellund (1669-1735) — og generaltoldforvalter i Trondhjems distrikt Herman Treschow (1665-1723); denne var fader til sognepræst ved Trinitatis Kirke Gerhard Treschow (1703-1765) og til sognepræst i Søllerød Herman Treschow (1705-1774), hvis sønner var sognepræst ved Københavns Garnisons Kirke Herman Treschow (1739-1797) og højesteretsassessor, amtmand, konferensråd Michael Treschow (1741-1816), der 9. oktober 1812 optoges i adelstanden med ovennævnte våben.
Af Michael Treschows børn skal nævnes: Amtmand Herman Gerhard Treschow (1780-1836) — fader til Helene Marie "Mimi" Petronelle Treschow (1808-1883), der i ægteskab med overtoldinspektør, etatsråd Niels Peter Schierbeck (1803-1860) var moder til billedhuggeren Peter Christian Schierbeck (1835-1865) — Marie Petronelle Treschow (1781-1849), der ægtede stortingsmanden, professor Georg Sverdrup (1772-1850), og  højesteretsadvokat, generalfiskal, gehejmekonferensråd Willum Frederik Treschow (1786-1869) til Brahesborg og Grevskabet Laurvig.
En anden af hans sønner var Michael Henrich Johan Daniel Treschow (1791-1869), som var fader til toldkontrollør Michael Treschow (1819-1891), som var fader til ingeniør og fabrikant Michael Treschow (1864-1935).

### Fritzøe-linjen
Willum Frederik Treschow havde sønnen Michael Treschow (1814-1901) til Fritzøe, som var fader til norsk kammerherre og hofchef, den barnløse Frederik "Fritz" Wilhelm Treschow til Fritzøe (1841-1903), svensk kammerherre Peter Oluf Brøndsted Treschow (1843-1881) og Michael Aagaard Treschow til det svenske gods Sannarp (1848-1919). Han var grundlægger af en svensk linje af slægten og fader til dansk gesandt Peter Oluf Treschow (1890-1970) og til Niels Treschow til Hjuleberg og Sannarp (1881-1953), som var fader til svensk major Gert Treschow (født 1913), som er fader til de svenske erhvervsfolk Marianne Treschow (født 1941) og Niels Michael Aage Treschow (født 1943).
Peter Oluf Brøndsted Treschow var fader til Fritz Michael Treschow til Fritzøe (1879-1971), som var fader til Gerhard Aage Treschow til Fritzøe (1923-2001), som var fader til Mille-Marie Treschow til Fritzøe (født 1954).

### Brahesborg-linjen
Desuden adopterede Willum Frederik Treschow sin stedsøn, kammerherre Frederik Vilhelm Rosenkilde til Brahesborg (1811-1869), der 1867 optoges i adelstanden med navnet Treschow. Han var fader til kammerherre Carl Adolph Rothe Treschow til Brahesborg (1839-1924), hofjægermester Frederik Vilhelm Treschow til Krabbesholm (1842-1876) og kammerherre og hofjægermester Christian Rosenkilde Treschow til Frydendal (Torbenfeldt) (1842-1905).
Christian Treschow til Frydendal var fader til hofjægermester Frederik Treschow til Torbenfeldt (1870-1948) og kammerherre, hofjægermester Georg Harry Ryan Treschow til Snogeholm (1872-1926).

### Borgerlig slægt
En norsk borgerlig slægt, hvis forbindelse med den ovennævnte ikke nu kan påvises, men som ifølge traditionen skal stamme fra en illegitim søn af ovennævnte generaltoldforvalter Herman Treschow (1665-1723), føres tilbage til Just Hermansen Treschow, der var købmand på Moss og hvis søn, købmand i Drammen Peter Treschow (1718-1773) var fader til filosof, statsråd Niels Treschow (1751-1833) og til Herrnhuterpræsten Peter Treschow (1760-1827)
Til denne slægt hører formentlig told- og konsumptionskasserer i Holbæk, justitsråd Andreas Treschow (1794-1846), som var fader til udgiveren Frederik Conrad Bugge Treschow (1822-1893) og til Frantz Christopher Bülow Treschow (1836-1889), som var fader til redaktør Hans Bülow Treschow (1871-1917), som var fader til direktør, dr. agro. Cecil Carthon Christoffer Valdemar Nyholm Treschow (1902-1993).